# Göran Lambertz
Göran Lambetz est un juriste suédois né le 17 février 1950 à Kisa, dans l'Östergötland. Il occupe la charge de Chancelier de justice de Suède de 2001 à 2009, puis siège à la Cour suprême de 2009 à 2017.

## Biographie
Dans sa jeunesse, Göran Lambetz milite au sein du mouvement des jeunes du Parti social-démocrate suédois des travailleurs. Il passe son studentexamen à la Katedralskolan de Linköping, puis étudie le droit à l'université d'Uppsala, dont il sort diplômé en 1976. Il enseigne par la suite à la faculté de droit de cette université. En 1989, il est nommé assesseur à la cour d'appel de Svea et entre au ministère de la Justice.
Le 1er octobre 2001, Lambetz devient Chancelier de justice, une charge qu'il exerce jusqu'en 2009. Le 8 octobre 2009, il est nommé membre (justitieråd) de la Cour suprême de Suède et le reste jusqu'à sa retraite, en 2017.